# Jack Hansen (muzikant)
Jack Hansen (?) was een Amerikaanse multi-instrumentalist in de hotjazz. Hij speelde onder meer tuba, contrabas en bassaxofoon.
Hansen speelde mee op veel plaatopnames, onder meer van George Olsen, Frankie Trumbauer, Red Nichols, The California Ramblers,  de gebroeders Dorsey (1928-1929), The Charleston Chasers, Ben Selvin, Jack Teagarden, Miff Mole, Fred Rich en Vaughn De Leath.